# Ansbach
Ansbach este o localitate urbană, reședința regiunii administrative Franconia Mijlocie, una din cele șapte regiuni administrative de tip Regierungsbezirk din landul Bavaria (Germania) precum și sediul districtului Ansbach.

## Istoric

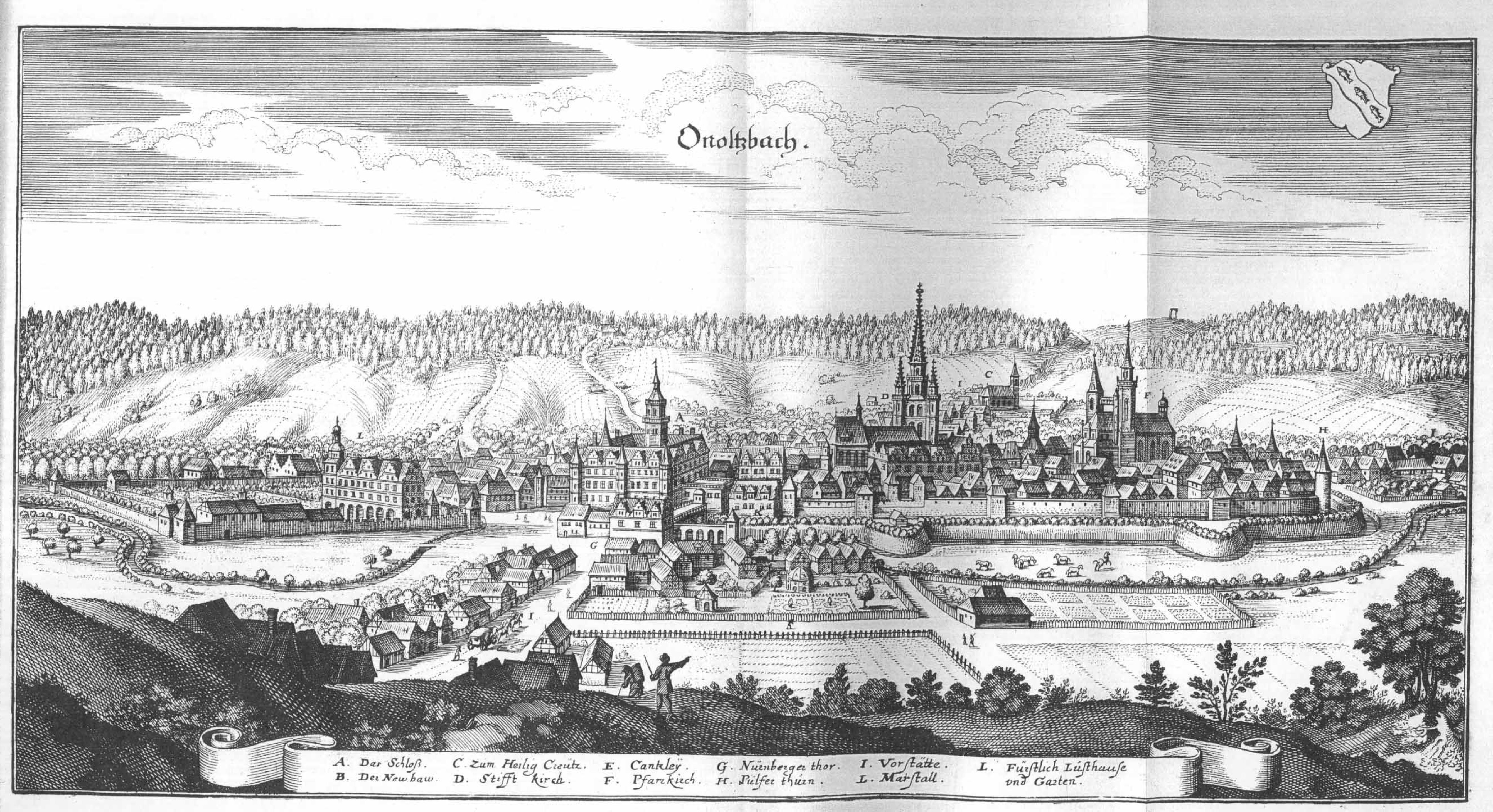
Ansbach 1656

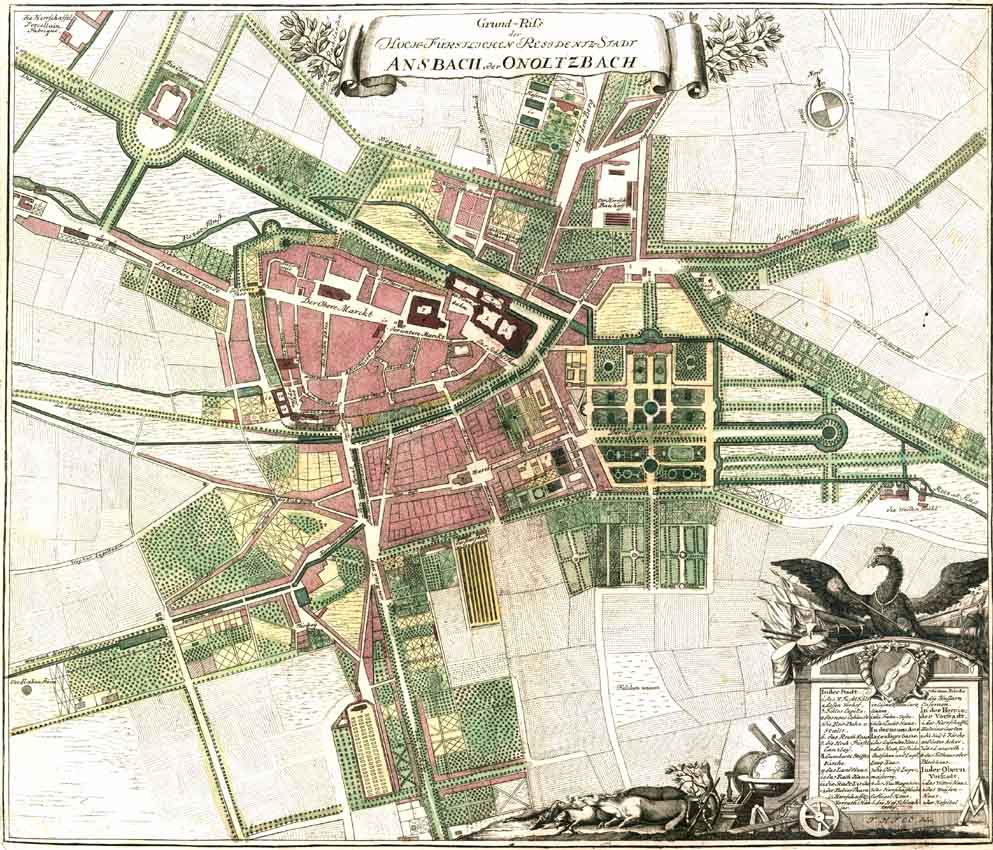
Harta reședinței Ansbach, secolul al XVIII-lea

În anul 748 a fost fondată o mănăstire benedictină între pârâul Onoldsbach (după el, numele Ansbach a fost derivat mai târziu) și râul Rezat. În 1139 biserica Sf. Ioan (Johannis) a fost menționată pentru prima dată. Într-un document din 1221, localitatea a fost numită oraș pentru prima oară. Din secolul al XII-lea, Domnii de Dornberg, cu reședința la castelul cu același nume, au gestionat această zonă ca administratori ai episcopilor de Würzburg, până în 1331.
După ce orașul a fost supus în 1331 unei ramuri a familiei Hohenzollern din Franconia, Ansbach a devenit capitala acestei stăpâniri (1385-1791). Frederic I de Hohenzollern a fost numit în 1415 Elector de Brandenburg, iar Ansbach nu a fost unit cu Brandenburg, ci a rămas sub numele Brandenburg-Ansbach-Bayreuth un principat independent până la vinderea acestuia prin ultimul principe Karl Alexander, Margraf de Brandenburg-Ansbach regelui Frederic Wilhelm al II-lea al Prusiei, pe 2 decembrie 1791. În perioada 1523-1603 Margrafii de Hohenzollern au fost și domnitorii Ducatului Jägerndorf.
În anul 1796, viitorul rege Maximilian I Iosif de Bavaria, originar din linia Pfalz-Zweibrücken a familiei Wittelsbach, a ales Ansbach ca reședința sa de exil, după ce orașul său matern Zweibrücken fusese ocupat de Franța. Maximilian conte de Montgelas (1759–1838) - mai târziu ministrul regelui de finanțe și interne - a dezvoltat acolo pentru prințul său fără țară Maximilian un concept cuprinzător pentru o radicală reorganizare politică a Bavariei în viitor.
Cele două părți ale țării (Ansbach și Bayreuth), foste teritorii ale regelui Prusiei, au fost donate de Napoleon Bonaparte lui Maximilian, mai întâi, în 1801, Ansbach, în schimb cu Comitatul de Berg, apoi, în 1810, și  fostul principat de Bayreuth, așa ambele devenind părți al Regatului Bavaria.
Kaspar Hauser (n. 30 aprilie 1812 (presupus) – d. decembrie 1833, Ansbach), cunoscut în perioada Biedermeier ca "copilul găsit  misterios", a trăit ultimii ani ai vieții sale sub tutela lui Anselm cavaler de Feuerbach (1875-1833, primul președinte al curții de apelație pentru județul Rezat din Ansbach și 1821 adevărat consilier de stat), unde a fost vulnerat grav de un atentator necunoscut, murind din cauza rănilor suferite.
După creșterea problemelor în alimentarea cu apă potabilă a fost luată în funcțiune uzina municipală de apă la Gersbach, 25 de kilometri depărtat de Ansbach (1900). Aceasta uzină, împreună cu acea construită în1966 la Schlauersbach, oferă 98% din apa potabilă pentru municipiu.
După al Doilea Razboi Mondial Ansbach a aparținut zonei de ocupație americane. Administrația militară americană a înființat într-un fost sanatoriu de tuberculoză în cartierul de astăzi Strüth, un lagăr „DP” pentru persoane deplasate (displaced persons) care numai puteau să se întoarcă în patria lor din motive politice, între ele și mulți români.
Astăzi, acolo este situată „Clinica  Rangau”, un spital de Pneumologie și Oncologie al diaconiei Neuendettelsau.

## Geografie și climă

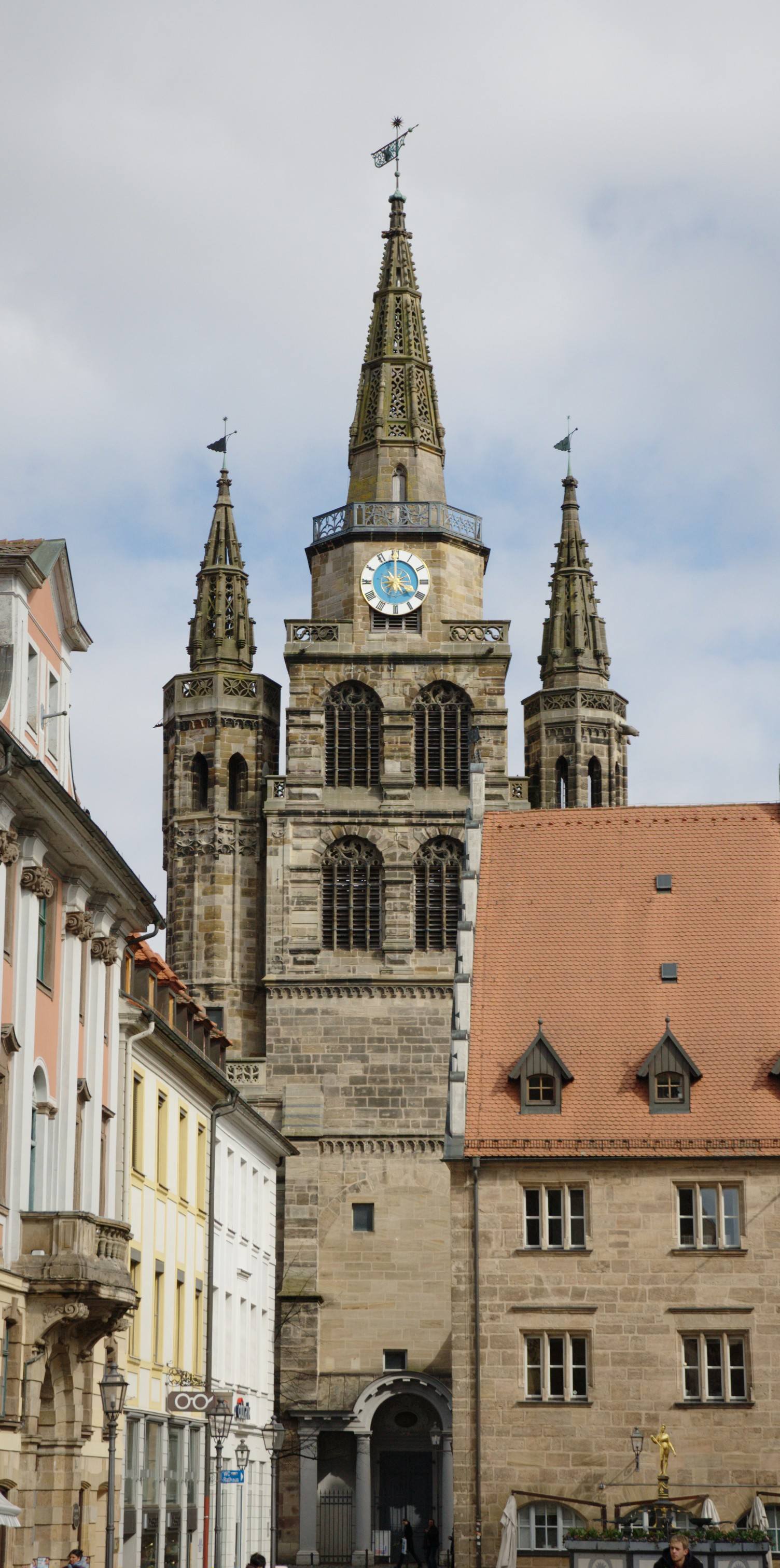
Biserica Sf. Gumbertus

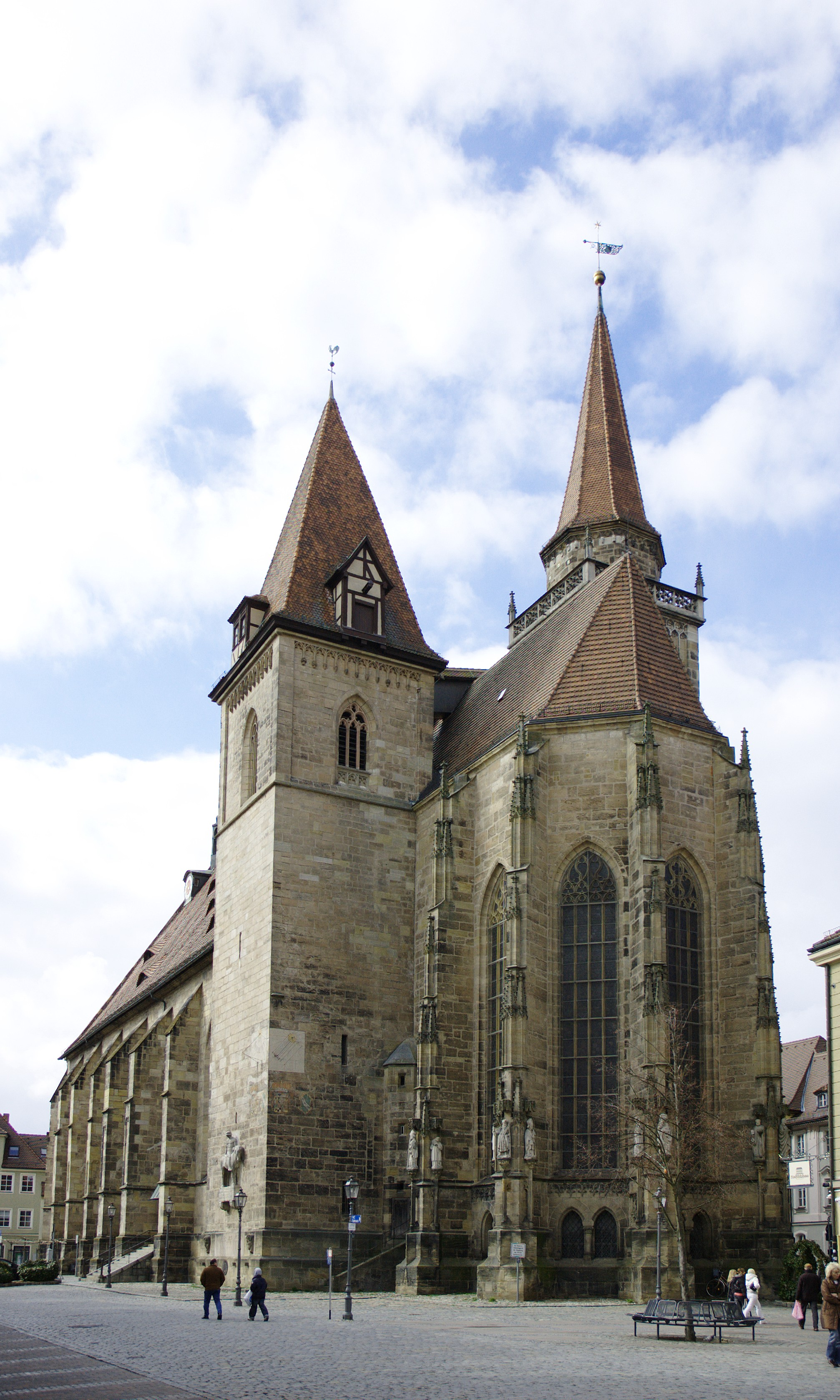
Biserica Sf. Ioan

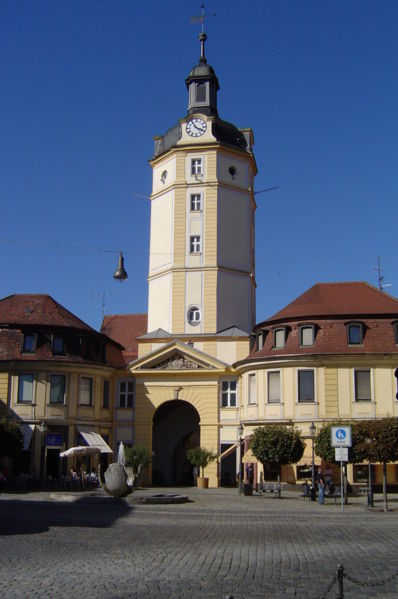
Poarta Herrieder

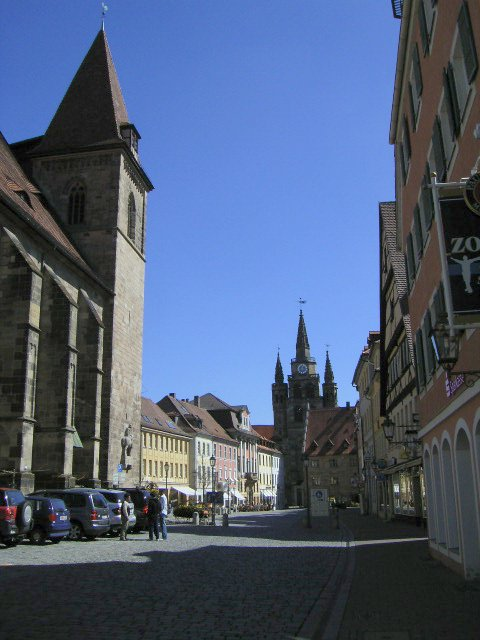
Centrul cu bisericile Sf. Ioan și Gumbertus

Ansbach este situat la aproximativ 40 km sud-vest de Nürnberg pe lângă râul Rezat francon în zonă de captare al râului Main. Este în ceea ce privește suprafața al cincilea mare oraș din Bavaria după München, Nürnberg, Augsburg și Ingolstadt. În muunicipiul Ansbach sunt incluse 54 cartiere:
| - Ansbach - Aumühle - Bernhardswinden - Brodswinden - Claffheim - Dautenwinden - Deßmannsdorf - Dombach im Loch - Dornberg - Egloffswinden - Elpersdorf bei Ansbach | - Eyb - Fischhaus - Galgenmühle - Geisengrund - Gösseldorf - Hammerschmiede - Heimweg - Hennenbach - Höfen - Höfstetten - Hohe Fichte | - Höllmühle - Käferbach - Kaltengreuth - Kammerforst - Katterbach - Kurzendorf - Liegenbach - Louismühle - Meinhardswinden - Mittelbach - Neudorf | - Neuses bei Ansbach - Oberdombach - Obereichenbach - Pfaffengreuth - Rabenhof - Schalkhausen - Scheermühle - Schockenmühle - Steinersdorf - Strüth - Untereichenbach | - Untereichenbacher Mühle - Walkmühle - Wallersdorf - Wasserzell - Weinberg - Wengenstadt - Windmühle - Windmühle - Winterschneidbach - Wolfartswinden - Wüstenbruck |

Datorită locației sale în Europa Centrală, Ansbach este situat în zona de climă cald temperată. Aici, orașul se găsește în zona de tranziție dintre climatul umed atlantic și cel temperat–continental. Temperaturile medii oscilează între minus 3,8 grade Celsius în ianuarie și peste 23 de grade Celsius în iulie și august.

## Cultură

### Teatre și muzee (selecție)
- Teatrul Ansbach
- Kammerspiele” Ansbach
- Teatrul „Kopfüber”
- Muzeul margrafilor (cu o secție Kaspar Hauser)

### Obiective turistice (selecție)
- Rezidența margrafilor de Brandenburg-Ansbach construită și lărgită 1400-1791
- Parcul de curte cu oranjerie din secolul al XVI-lea
- Bisericile Sf. Gumbert cu case margrafale și Sf. Ioan, ambele din secolul al XV-lea
- Biserica Sf. Ludovic, construită în stil clasicist de Leonhard Schmidtner (1833-1840)
- Sinagogă, terminată pe la 1750
- Poarta Herrieder
- Turnul Bismarck, construit 1903 pe „Kaiserhöhe” cu o înălțime de 12,7 metri[10]
- Palais Retti precum clădirile arhitectului Leoplodo Retti
- Liceul Carolinum
- Monumentul lui Kaspar Hauser
- Turnul de telecomunicații cu o înălțime de 137,5 metri
- Restaurant-hotelul „Schwarzer Bock” (Țapul negru), monument protejat

## Personalități născute aici
- Albert I al Prusiei (1490 - 1568), prinț, Mare Maestru⁠(d) al Cavalerilor Teutoni;
- Albert al II-lea, Margraf de Brandenburg-Ansbach (1620 - 1667), margraf de Ansbach;
- Johann Frederic, Margraf de Brandenburg-Ansbach (1654 - 1686), margraf de Ansbach;
- Georg Ernst Stahl (1659 - 1734), chimist, medic;
- Dorothea Charlotte de Brandenburg-Ansbach (1661 - 1705), soția lui nobilului Ernest Louis, Landgraf de Hesse-Darmstadt;
- Carolina de Ansbach (1683 - 17370, soția regelui George al II-lea al Marii Britanii;
- Therese de Saxa-Altenburg (1836 - 1914), prințesă a Suediei și Norvegiei;
- Johann Caspar Herterich (1843 - 1905), istoric, pictor;
- Ludwig von Herterich (1856 - 1932), pictor;
- Theodor Escherich (1857 - 1911), medic pediatru.

## Orașe înfrățite
- Statele Unite ale Americii - Bay City de la 1960
- Franța - Anglet de la 1968
- China - Jing Jiang de la 2004
- Italia - Fermo de la 2004